# Palacio Molo
El Palacio Molo fue un palacio de la ciudad de Mesina, diseñado por Antonio Brancati en 1810, que fue destruido por el terremoto de 1908.

## Historia
Es reconocible por los motivos decorativos que se encuentran en las pilastras que decoran el portal del palacio de la Mola: dos orejas talladas decoran lateralmente una nariz sobre un bigote. Se cree que estos elementos decorativos son añadidos del período rococó vigente a principios del siglo XIX. Este motivo se encuentra en el portal realizado en 1742 en la iglesia de San Giuseppe en Messina o en el de la pequeña iglesia de San Francesco Saverio en Milazzo.